# Des jours et des nuits (téléfilm)
Pour les articles homonymes, voir Des jours et des nuits.
Pour plus de détails, voir Fiche technique et Distribution.
Des jours et des nuits est un téléfilm français du réalisateur Thierry Chabert sorti en 2004.

## Synopsis
C'est l'histoire d'un homme qui connait une certaine réussite dans la sa vie tant matérielle que sentimentale : homme d'affaires prospère et épouse charmante et aimante ayant un enfant adulte déjà installé. Mais bientôt, il se met à rêver chaque nuit d'une femme qui serait son "âme complémentaire" ou encore sa moitié, sorte de double idéalisé. On pourrait ici citer Verlaine : Je fais souvent ce rêve étrange et pénétrant D’une femme inconnue, et que j’aime, et qui m’aime, Et qui n’est, chaque fois, ni tout à fait la même Ni tout à fait une autre, et m’aime et me comprend. 
Progressivement ce rêve devient obsessionnel. Persuadé que celle-ci n'est pas qu'un rêve mais qu'elle a une réalité physique, qu'elle est bien vivante quelque part, il part à sa recherche. Alors qu'il habite la région parisienne, il va aller, à la suite de tout un ensemble de "synchronicités" ou "heureux hasards", jusqu'en Grèce. Bientôt il va se retrouver sur la piste d'une archéologue faisant des fouilles sur des sites de plus de 3000 ans : c'est elle. Stéphane Freiss et Caterina Murino forme alors à l'écran un couple idéal, qui vont vivre leur aventure sentimentale et amoureuse dans un mélange de réalité et de fantasmes.  Mais tout cela n'est pas sans incidence sur sa vie familiale et, à l'initiative de sa femme, et il va faire l'objet d'une hospitalisation pour troubles psychiques. Il finit par s'échapper de cet enfermement et part retrouver celle qu'il aime... On sent que Platon n'est pas loin et les thèmes de la vie éternelle et de la réincarnation sont largement suggérés. Le film est conçu comme un parcours initiatique vers l'amour absolu. 

## Fiche technique
Source : IMDb, sauf mention contraire
- Réalisateur : Thierry Chabert
- Scénariste : Philippe Madral
- Producteur : Monique Bernard-Beaumet, Antigone Gavriatopoulou, Xenofon Koutsaftis
- Musique du film : Angélique Nachon et Jean-Claude Nachon
- Directeur de la photographie : Carlo Varini
- Montage : Marie-Françoise Michel
- Distribution des rôles : Nora Habib, Christiane Lebrima
- Création des décors : Patrick Colpaert
- Création des costumes : Sophie Dussaud
- Société de production : Adrénaline, Centre National de la Cinématographie (CNC)
- Société de distribution : France 3
- Format : Couleur - 1,85:1 - 35 mm - Son mono - Son stéréo - Son Dolby Digital - Son Dolby SR
- Pays d'origine : France
- Genre : Comédie
- Durée : 90 minutes
- Date de diffusion : 1er janvier 2005 sur France 3

## Distribution
- Stéphane Freiss : Richard Deligny
- Claire Nebout : Clara Deligny
- Caterina Murino : Dora
- Nicolas Moreau : Antoine
- Benjamin Bellecour : Emmanuel Deligny
- Yves Le Moign' : Malagrier
- Thierry Nenez : Berthomieu